# Nicole Ross
Nicole Ross (New York, 15 gennaio 1989) è una schermitrice statunitense.

## Palmarès
- Mondiali

Lipsia 2017: argento nel fioretto a squadre.
Wuxi 2018: oro nel fioretto a squadre.
Budapest 2019: bronzo nel fioretto a squadre.
- Panamericani:

San Salvador 2009: bronzo nel fioretto individuale.
Reno 2011: oro nel fioretto a squadre.
Cancun 2012: oro nel fioretto a squadre.
Cartagena 2013: oro nel fioretto a squadre.
San José 2014: oro nel fioretto a squadre.
Santiago 2015: oro nel fioretto a squadre e argento nel fioretto individuale.
Panama 2016: oro nel fioretto a squadre e argento nel fioretto individuale.
Montreal 2017: oro nel fioretto a squadre e bronzo nel fioretto individuale.
L'Havana 2018: oro nel fioretto a squadre e bronzo nel fioretto individuale